# آر تي في-أيه-2 هيروك
آر تي في-أيه-2 هيروك (بالإنجليزية: RTV-A-2 Hiroc)‏ كان نتاج أول جهد في الولايات المتحدة لتطوير صاروخ باليستي عابر للقارات. سُمي المشروع باسم إم إكس-774. وألغي في 1947، لكن الأموال المتبقية استخدمت لبناء وإطلاق 3 من 10 مركبات بحث وتطوير سميت آر تي في-أيه-2. تضمن التصميم العديد من الابتكارات الجديدة: حجرات دفع متمحورة تقدم تحكمًا بالتوجيه، استخدام حجرات الغاز الداخلية لدعم هيكل الصاروخ، ومخروط المقدمة القابل للفصل. كل هذه المفاهيم استخدمت لاحقًا في صاروخ أطلس وأول ميزتين أُدخلا في صاروخ فايكنج. في إطار مشروع إم إكس-774 طُور نظام أزوسا للتوجيه الذي لم يستخدم في صواريخ هيروك لكنه أسهم في صاروخ أطلس والكثير من الصواريخ الأخرى المبكرة التي انطلقت من كيب كانفيرال.

## التصميم
كان صاروخ هيروك بطول 9.6 متر (31.5 قدم)، باع الجناح بطول 2.08 متر (6 قدم و10 إنش)، ومحيط (30 إنش)، ووزنه فارغًا بالحمولة 547 كيلوجرامًا ووزن إقلاع 1860 كيلوجرام.
تكون نظام دفع الصاروخ من 4 حجرات دفع، بنتها شركة ريأكشن موتورز، تولد كل منها 8.9 كيلو نيوتن من الدفع، وتتحرك حتى 10 درجات على محور. هذه الحركة المتمحورة هي أساس التحكم بمسار طيران الصاروخ، وهو ما يستبدل النظام الموجود في صاروخ في-2 الألماني، الذي اعتمد على الزعانف مع محرك ثابت. النظام القائم على النفث المتمحور يضيف المزيد من التعقيد للمحرك لكنه يحفظ طاقة دفع الصاروخ عند المناورة. الدفع النوعي للمحرك كان 210 عند سطح البحر.
استخدم صاروخ هيروك الأكسچين السائل مؤكسدًا، والكحول وقودًا. لم تُستخدم خزانات منفصلة لحفظ الوقود والمؤكسد، بل وُضع الاثنان في خزان واحد مع قطع عزل.كان هيكل الصاروخ مدعومًا بضغط غاز النيتروچين في الخزان، الذي يمكن أن يحتوي مادة دافعة أو غاز النيتروچين. استخدام غاز النيتروچين يوفر صلابة لبنية الصاروخ ويقلل الوزن الفارغ للصاروخ نتيجة للاستغناء عن المكونات المعدنية لدعم الهيكل، لكن ذلك جعل الصاروخ أكثر هشاشة في الوقت نفسه بسبب الحاجة للضغط الدائم. كان لصاروخ آر تي في-أيه-2 نسبة هيكل للدافع أفضل 3 مرات من صاروخ في-2.
مخروط المقدمة في الصاروخ، والذي احتوى معدات القياس وما إلى ذلك، ينفصل عن الجزء الدافع. أصبح الصاروخ بذلك أكثر خفة لأن مخروط المقدمة فقط بمعداته وكاميرا التسجيل كان يجب استرجاعهم وليس كامل الصاروخ. الابتكارات الجديدة في صاروخ هيروك، مثل حجرات الدفع المتمحورة، والهيكل المدعم بالضغط الداخلي، استُخدمت في صواريخ أطلس اللاحقة. أُحدثت العديد من التغييرات في صواريخ أطلس، استخدم صاورخ هيروك الألومنيوم لكن صاروخ أطلس كان من الفولاذ المقاوم للصدأ. استخدمت صواريخ أطلس المبكرة نظام توجيه أسوزا العامل في كيب كانافيرال في السنوات الأولى لعصر الفضاء. كانت محركات أطلس أكثر قوة، إذ تولد 670 كيلو نيوتن من الدفع ويولد محرك هيروك 36 كيلو نيوتن.

### كتب
- Gruntman، Mike (2004). Blazing The Trail: The Early History Of Spacecraft And Rocketry. Reston, Virginia: American Institute of Aeronautics and Astronautics. ISBN:9781563477058.
- Kennedy، Gregory P. (2009). The Rockets and Missiles of White Sands Proving Ground 1945-1958. Schiffer Publishing Ltd. ISBN:9780764332517.
- DeVorkin، Davidk (1993). Science With A Vengeance. Springer-Verlag. ISBN:0387941371.
- Launius، Roger D.؛ Jenkins، Dennis R. (2015). To Reach The High Frontier: A History Of U.S. Launch Vehicles. University Press of Kentucky. ISBN:9780813148076.
- McMurran، Marshall William (2008). Achieving Accuracy: A Legacy of Computers and Missiles. Xlibris Publishing. ISBN:9781436381062. مؤرشف من الأصل في 2024-03-01.
- Mindling، George؛ Bolton، Robert (2008). U.S. Air Force Tactical Missiles. Lulu. ISBN:9780557000296. مؤرشف من الأصل في 2023-11-04.
- Neufeld، Jacob (1990). Development of Ballistic Missiles in the United States Air Force, 1945–1960. United States Government Printing. ISBN:9780160211546.
- Rosenberg، Max (2012). The Air Force and the National Guided Missile Program. Defense Lion. ISBN:9780985973001. مؤرشف من الأصل في 2023-11-04.
- Sutton، George (2005). History of Liquid Propllant Rocket Engines. American Institute of Aeronautics and Astronautics. ISBN:1563476495.
- DeVorkin، Davidk (1993). Science With A Vengeance. Springer-Verlag. ISBN:0387941371.
- Waller، Chuck؛ Powell، Joel (2005). Atlas the Ultimate Weapon. Apogee Books. ISBN:1894959183.